# Dario Vujičević
Dario Vujičević (Sarajevo, 1º aprile 1990) è un ex calciatore croato con passaporto tedesco, di ruolo centrocampista.

## Carriera
Nato a Sarajevo da genitori di origine croata, ha cominciato giocando nell'Emsdetten 05 per poi essere tesserato dallo Schalke 04 dopo il trasferimento con la famiglia in Germania per fuggire dalla guerra etnica che imperversava in Bosnia. Dal 2006 ha fatto parte delle giovanili del Twente, fino all'esordio in prima squadra avvenuto il 25 aprile 2009. Il suo numero di maglia era il 27.

## Palmarès
- Campionato olandese: 1

Twente: 2010